# Prensa Ibérica
Prensa Ibérica, (nom commercial complet : Prensa Ibérica Media, S. L.), est un groupe de presse espagnol. Son fondateur et actuel dirigeant est Francisco Javier Moll de Miguel. Son siège social est situé sur l'Avenue Diagonale à Barcelone, en Catalogne.
Après le rachat de Grupo Zeta en 2019, Prensa Ibérica atteint 2,4 millions de lecteurs quotidiens, ce qui représente 26,6% de l'audience totale, selon l'EGM. Avec ces données, Prensa Ibérica se hisse à la deuxième position en nombre de lecteurs de presse quotidienne, dépassée seulement de peu par Unidad Editorial, qui compte 2,6 millions de lecteurs.